# Espilita
La espilita es una roca basáltica alterada por fluidos calientes. La espilitas suelen ser de color gris o verde y no suelen tener cristales a simple vista.
Las espilitas contienen albita en reemplazo de los feldespatos (labradorita en particular) existentes antes de su alteración y clorita y calcita en reemplazo de augita primaria que suele estar decaida en las espilitas. La espilitas también contienen epidota y a veces laumontita. Las espilitas a menudo aparecen en forma de cojines que pueden haberse originado como cojines de lava o cojines intrusivos a poca profundidad en sedimentos marinos.
Las espilitas se forman en dorsales meso-oceánicas al adentrarse agua marina en basaltos aún calientes luego de su solidificación. Las espilitas forman parte importante de complejos ofioliticos jóvenes.